# Języki sama-bajaw
Języki sama-bajaw  (in. sama-bajau), także: języki bajau, języki sama (języki samańskie) – grupa spokrewnionych języków austronezyjskich używanych na Filipinach, w Archipelagu Sulu. Wariantami języka bajau posługuje się także ludność w Malezji i Indonezji.
Do grupy języków sama-bajaw należą następujące języki: 
- język yakan
- język inabaknon
- język bajau indonezyjski
- język bajau zachodniego wybrzeża
- język mapun
- język sama balangingih
- język sama centralny
- język sama południowy
- język sama pangutaran

R. Blust (2005, 2013) postuluje możliwość włączenia ich do rozszerzonej grupy języków barito (ang. Greater Barito); istnieje jednak możliwość, że podobieństwa między barito a sama-bajaw należy tłumaczyć zapożyczaniem. Dawniej języki sama-bajaw bywały zaliczane do języków filipińskich (C.D. McFarland 1980).